# Pedestal (heráldica)
En heráldica, un pedestal es un plano colocado debajo de un escudo, a menudo rocas, un montículo cubierto de hierba (monte verde) o algún tipo de paisaje en el que los soportes se representan de pie. 
Se debe tener cuidado para distinguir los verdaderos pedestales de los elementos sobre los que los soportes descansan, o en ocasiones meras insignias heráldicas o pura decoración debajo del escudo, y, a la inversa, también se debe tener cuidado en muchos casos inusuales como en el abrigo. de armas de Belice, donde debe considerarse una cresta, el árbol de caoba que se eleva sobre el escudo es en realidad parte del pedestal. A veces se dice que representa la tierra que posee el portador. Como parte oficial del adorno, es un aspecto relativamente reciente de la heráldica, a menudo derivado de la necesidad de tener diferentes soportes para diferentes familias o entidades, aunque a veces el pedestal se trata en el blasón por separado de los soportes.

## Antecedentes
Si el pedestal se menciona en el emblema, forma parte de la concesión y es parte integral de las armas, por ejemplo, el actual Escudo del Reino Unido debe tener un pedestal con emblemas de plantas.
Si no se especifica ningún pedestal en el blasón, se dibujará uno a discreción del artista.
El escudo de armas actuales de Australia a menudo se representa en un pedestal de corona de acacia, la flor nacional.
La floritura decorativa que a menudo se intercambiaba por  artistas heráldicos bajo los pies o patas de soportes, particularmente en el siglo XIX, fue despectivamente conocida por algunos como el "soporte de gas", aunque este término nunca tuvo circulación oficial; el único caso en el que se mencionó algo similar en el blasonado en la actualidad fue el vert "arabesco" en el que las gradas de Acacia de Zaanstad, Holanda Septentrional, en los Países Bajos, equilibrio. El pedestal del escudo de armas de Michigan es similar.
El único caso en el que quedan corchetes en el pergamino del lema es en Nueva Jersey.
Generalmente, cuando las armas se afirman con soportes, también se agregará un pedestal. En casos raros, un pedestal podría otorgarse como un aumento. Un pedestal sin soporte es posible, pero prácticamente desconocido, con la excepción del escudo de armas de Australia Meridional.

## Ejemplos

Un pedestal de paisaje marino en el antiguo escudo de armas de Malta.
Un pedestal de monte verde (monte sinople) en el Escudo de Escocia.
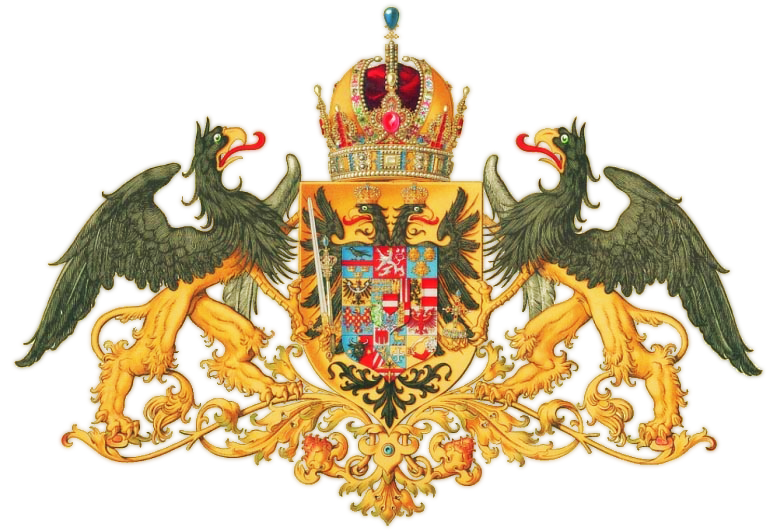
Un pedestal vegetal (ramos) en una representación de 1915 del escudo de armas de Austria.
Un pedestal de dos ramas de zarza dorada en el Escudo de Australia
Un pedestal de una terraza en la versión media del escudo de armas del Imperio alemán hasta 1918.
Un pedestal de una nube en el escudo de armas del Imperio colonial francés.
Un pedestal de una disyunción columnar en el Escudo de Islandia.
Un pedestal sin soportes de South Australia
Un pedestal encaracolado, Escudo de Chile